# Patsy (film fra 1917)
Patsy er en amerikansk stumfilm fra 1917 af John G. Adolfi.

## Medvirkende
- June Caprice som Patsy Prim
- Harry Hilliard som Dick Hewitt
- John Smiley som John Primnel
- Edna Munsey som Helene Arnold
- Ethyle Cooke som Alice Hewitt